# Her Own Money
Her Own Money er en amerikansk stumfilm fra 1914 af Joseph Henabery.

## Medvirkende
- Ethel Clayton som Mildred Carr.
- Warner Baxter som Lew Alden.
- Charles K. French som Thomas Hazelton.
- Clarence Burton som Harvey Beecher.
- Mae Busch som Flora Conroy.